# Listennn... the Album
Listennn... the Album è il primo album discografico in studio del rapper statunitense DJ Khaled, pubblicato nel 2006.

## Tracce
1. Intro – 1:59
2. Born-N-Raised (featuring Pitbull, Trick Daddy & Rick Ross) – 4:16
3. Gangsta Shit (featuring Young Jeezy, Bun B, Slick Pulla & Blood Raw) – 3:51
4. Grammy Family (featuring Kanye West, Consequence & John Legend) – 3:24
5. Problem (featuring Beanie Sigel & Jadakiss) – 3:36
6. Holla at Me (featuring Lil Wayne, Paul Wall, Fat Joe, Rick Ross & Pitbull) – 4:28
7. Addicted (featuring Juelz Santana) – 3:45
8. Watch Out (featuring Akon, Styles P, Fat Joe & Rick Ross) – 3:45
9. Destroy You (featuring Krayzie Bone & Twista) – 4:27
10. Never Be Nothing Like Me (featuring Lil' Scrappy and Homeboy) – 4:23
11. Candy Paint (featuring Slim Thug, Trina & Chamillionaire) – 4:10
12. MIA (featuring Lil Wayne) – 3:45
13. Where You At (featuring Freeway & Clipse) – 3:52
14. Still Fly (featuring Birdman & Chop) – 5:10
15. Dip Slide Ride Out (featuring T.I., Big Kuntry King & Young Dro) – 5:10
16. Movement (featuring Dre) – 3:42
17. The Future of Dade (featuring Brisco, Dirty Red, Dela, Lunch Money, Co, Hennessy & P.M.) – 5:37

## Classifiche
| Classifica (2006)           | Posizione raggiunta |
| --------------------------- | ------------------- |
| Stati Uniti (Billboard 200) | 12                  |